# Jardim do Mar
Jardim do Mar est une freguesia de la municipalité de Calheta, dans l'île de Madère (région autonome de Madère en République portugaise).

## Histoire
Jardim do Mar était un petit village prospérant par les ressources agricoles (principalement la canne à sucre) et par la pêche.

## Monuments
L'église Notre-Dame du Rosaire (Igreja de Nossa Senhora do Rosário) fut construite en 1907.

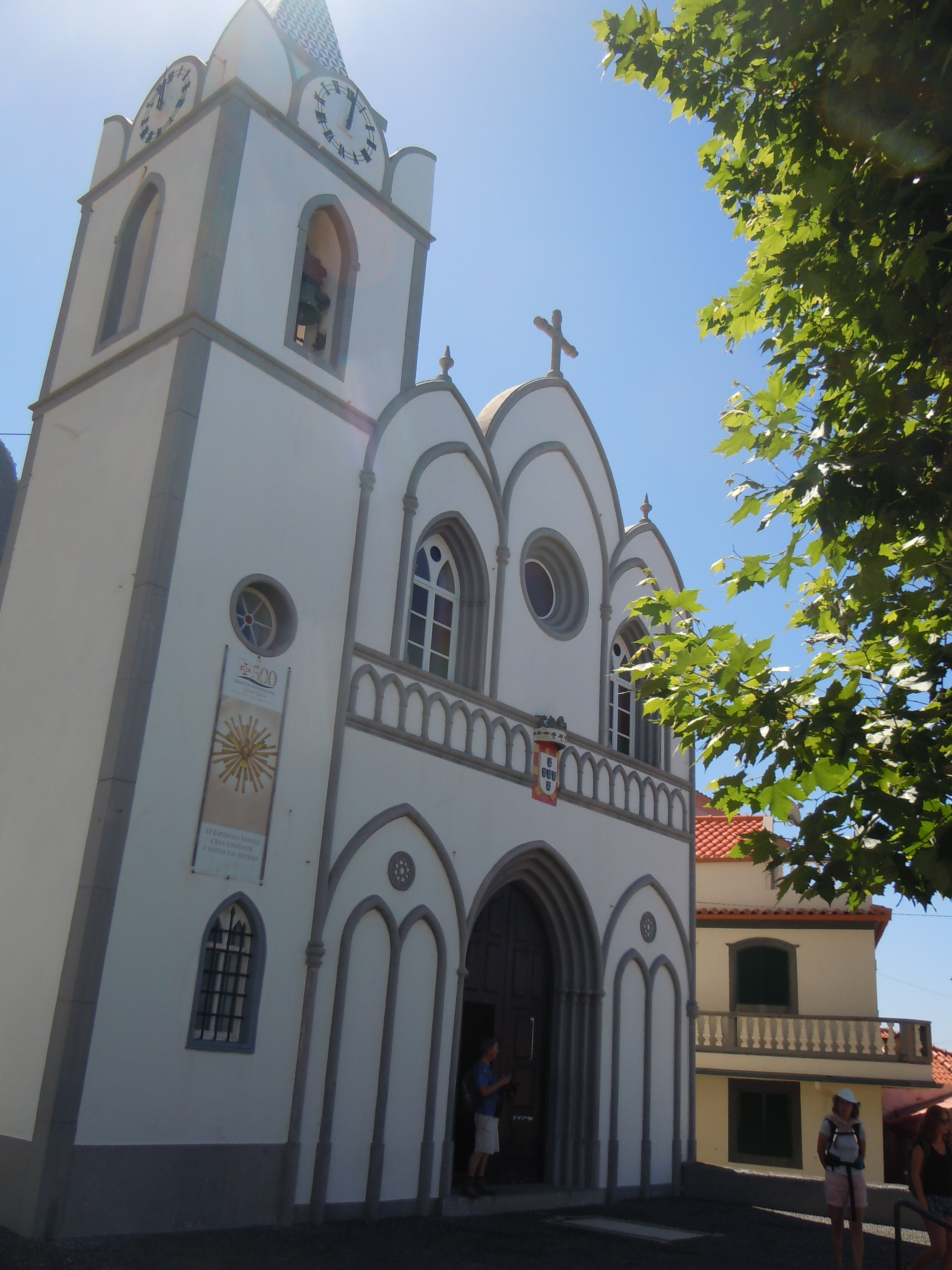
L'église Notre-Dame du Rosaire.
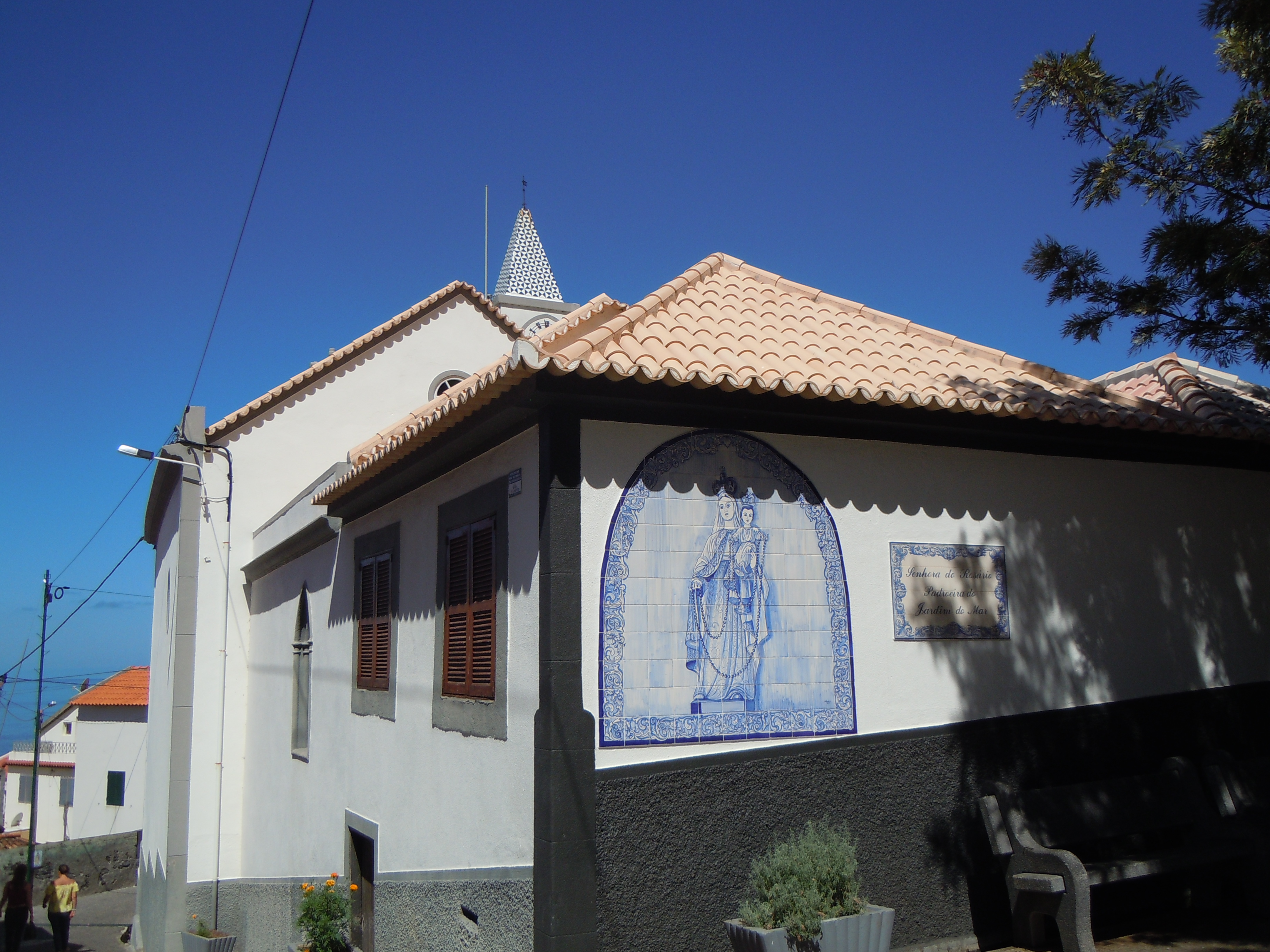
Panneau d'Azulejo sur l'ancienne sacristie
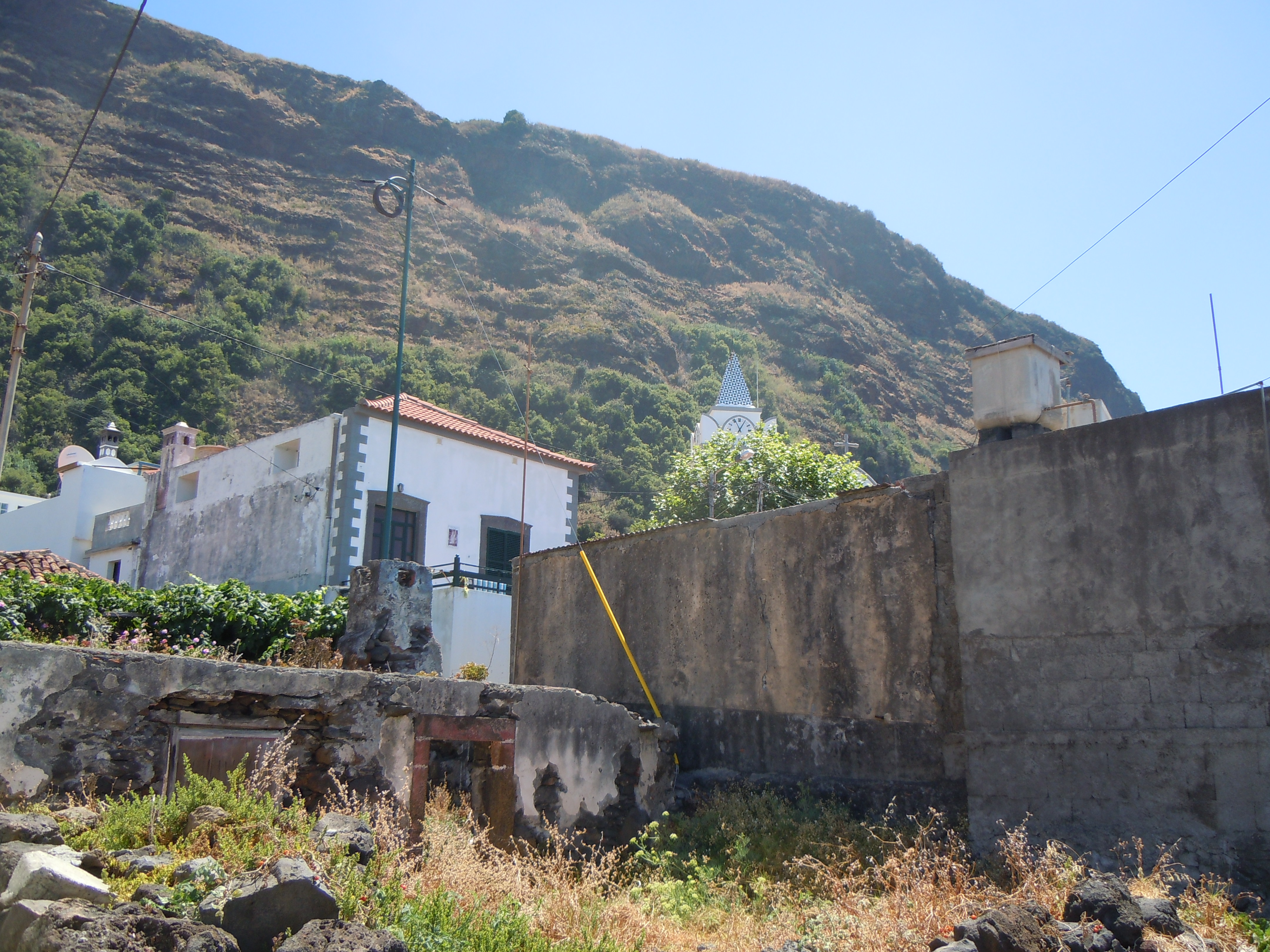
Ruines de l'ancienne sucrerie.
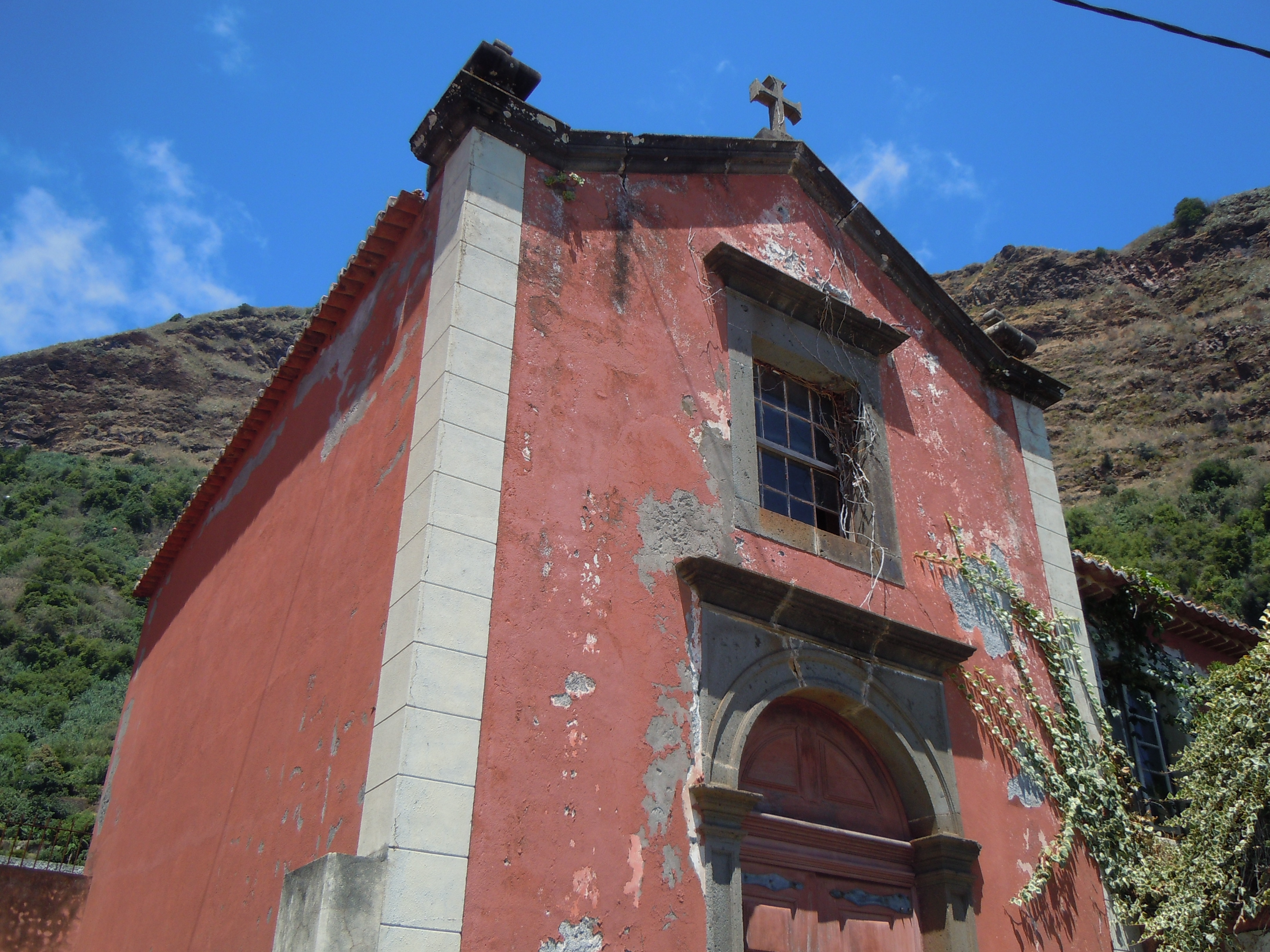
Chapelle Nossa Senhora da Piedade.

## Tourisme
La plage de Jardim do Mar est un spot de surf.

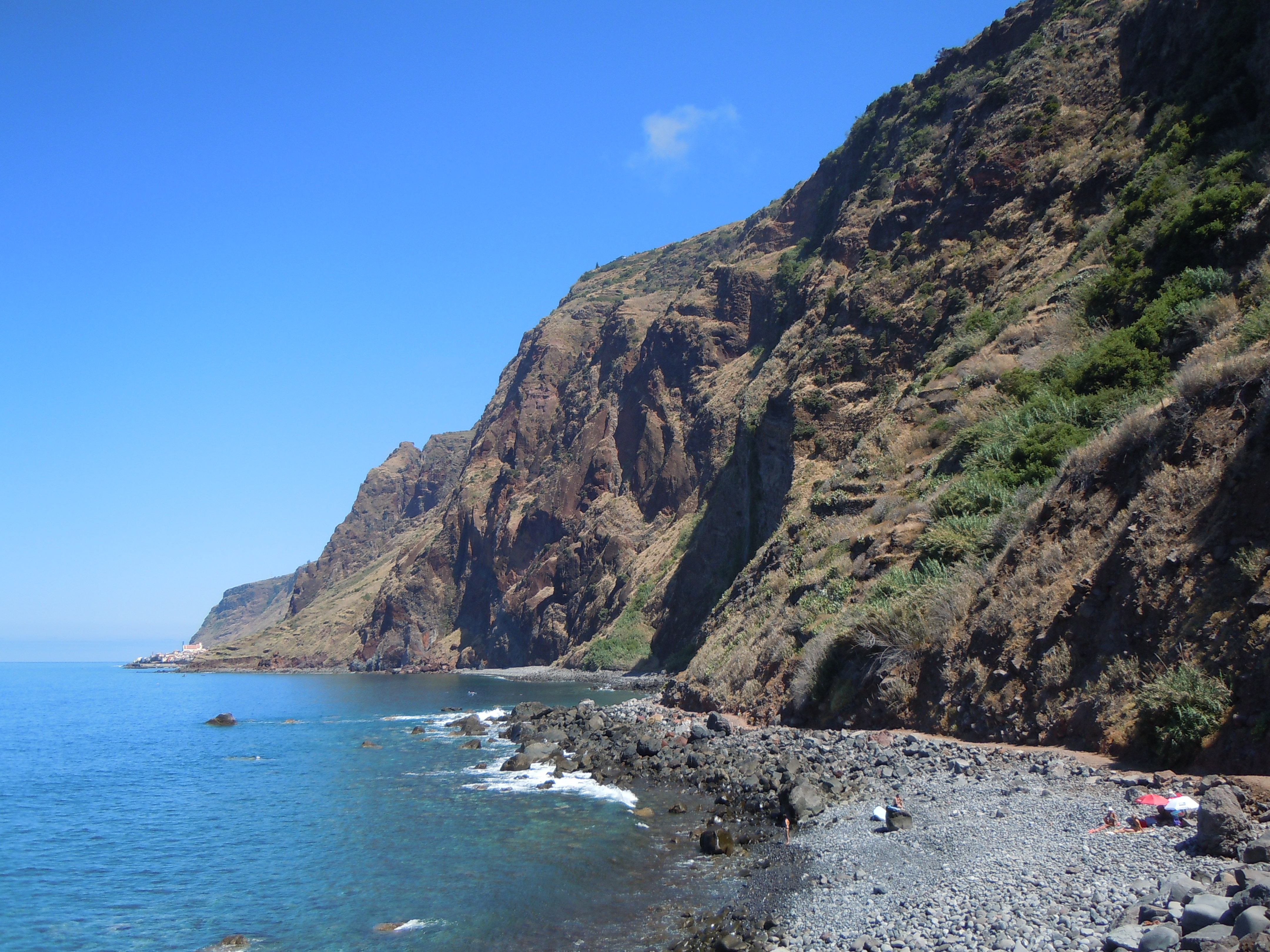
Plage et falaises à l'ouest de Jardim do Mar, avec dans le fond la ville de Paul do Mar.